# Erkki Luiro
Erkki Olavi Luiro, né le 29 janvier 1940 à Rovaniemi et mort le 2 août 1984 au même lieu, est un coureur finlandais du combiné nordique et sauteur à ski.

## Biographie
Il représente le club Ounasvaaran Hiihtoseura à Rovaniemi.
Ses meilleurs résultats internationaux sont obtenus en 1963, lorsqu'il termine troisième du combiné au Festival de ski de Holmenkollen et deuxième du concours de saut spécial aux Jeux du ski de Lahti.
En 1964, il prend part aux Jeux olympiques d'Innsbruck, prenant la 22e place du combiné nordique (sur 32 partants).
Il est le frère du sauteur à ski Tauno Luiro et l'oncle de Tauno Käyhkö.